# Pavaratty
Pavaratty è una suddivisione dell'India, classificata come census town, di 10.823 abitanti, situata nel distretto di Thrissur, nello stato federato del Kerala. In base al numero di abitanti la città rientra nella classe IV (da 10.000 a 19.999 persone).

## Geografia fisica
La città è situata a 10° 33' 33 N e 76° 03' 12 E.

## Società

### Evoluzione demografica
Al censimento del 2001 la popolazione di Pavaratty assommava a 10.823 persone, delle quali 4.893 maschi e 5.930 femmine. I bambini di età inferiore o uguale ai sei anni assommavano a 1.200, dei quali 609 maschi e 591 femmine. Infine, coloro che erano in grado di saper almeno leggere e scrivere erano 9.061, dei quali 4.138 maschi e 4.923 femmine.